# Lundsbolssjön
Lundsbolssjön är en sjö i Katrineholms kommun i Södermanland och ingår i Nyköpingsåns huvudavrinningsområde. Sjön är 2,7 meter djup, har en yta på 0,349 kvadratkilometer och befinner sig 41,9 meter över havet. Sjön avvattnas av vattendraget Skarendalån.

## Delavrinningsområde
Lundsbolssjön ingår i det delavrinningsområde (652925-152880) som SMHI kallar för Utloppet av Lundsbolssjön. Medelhöjden är 52 meter över havet och ytan är 4,12 kvadratkilometer. Räknas de 3 avrinningsområdena uppströms in blir den ackumulerade arean 30,23 kvadratkilometer. Skarendalån som avvattnar avrinningsområdet har biflödesordning 2, vilket innebär att vattnet flödar genom totalt 2 vattendrag innan det når havet efter 69 kilometer. Avrinningsområdet består mestadels av skog (79 procent). Avrinningsområdet har 0,34 kvadratkilometer vattenytor vilket ger det en sjöprocent på 8,3 procent.